# Viola kauaensis
Viola kauaensis A.Gray – gatunek roślin z rodziny fiołkowatych (Violaceae). Występuje endemicznie na wyspie Kauaʻi w archipelagu Hawajów. 

## Morfologia
PokrójBylina dorastająca do 10–50 cm wysokości, tworzy kłącza.
LiścieBlaszka liściowa ma nerkowaty lub romboidalnie okrągławy kształt. Mierzy 2–5 cm długości oraz 3,5–6 cm szerokości, jest karbowana na brzegu, ma nasadę od sercowatej do klinowej i tępy wierzchołek. Ogonek liściowy jest nagi i ma 1–30 cm długości. Przylistki są lancetowate i osiągają 6–9 mm długości.
KwiatyPojedyncze, wyrastające z kątów pędów. Mają działki kielicha o podługowato lancetowatym kształcie i dorastające do 8–9 mm długości. Płatki są łyżeczkowate, mają białą lub purpurową barwę oraz 15–23 mm długości, dolny płatek jest łyżeczkowaty, mierzy 18-25 mm długości, posiada obłą ostrogę.
OwoceTorebki mierzące 8-13 mm długości, o jajowatym kształcie.

## Biologia i ekologia
Rośnie na łąkach, skarpach i terenach bagnistych. Występuje na wysokości od 600 do 700 m n.p.m.